# Thorellius
Genre
Thorellius est un genre de scorpions de la famille des Vaejovidae.

## Distribution
Les espèces de ce genre sont endémiques du Mexique. Elles se rencontrent au Nayarit,  en Aguascalientes, au Jalisco, au Colima, au Michoacán, au Guanajuato, dans l'État de Mexico et au Guerrero.

## Liste des espèces
Selon The Scorpion Files (30/08/2020) :
- Thorellius cristimanus (Pocock, 1898)
- Thorellius intrepidus (Thorell, 1876)
- Thorellius tekuani González-Santillán & Prendini, 2018
- Thorellius wixarika González-Santillán & Prendini, 2018
- Thorellius yuyuawi González-Santillán & Prendini, 2018

## Étymologie
Ce genre est nommé en l'honneur de Tord Tamerlan Teodor Thorell.

## Publication originale
- Soleglad & Fet, 2008 : « Contributions to scorpion systematics: III. Subfamilies Smeringurinae and Syntropinae (Scorpiones: Vaejovidae). » Euscorpius, no 71, p. 1-115 (texte intégral).